# Jon Nödtveidt
Jon Andreas Nödtveidt (Strömstad, Švedska, 28. lipnja 1975. – Hässelby, Švedska, 13. kolovoza 2006.) bio je švedski glazbenik, skladatelj, tekstopisac, gitarist i pjevač. Najpoznatiji je kao pjevač i gitarist švedskog melodičnog death metal/black metal sastava Dissection.

## Životopis
Nödtveidt rođen je 13. kolovoza 1975. u Strömstadu. Glazbenog karijeru počeo je u dobi od 12 godina s rock skupinom Thunder gdje je pjevao i svirao gitaru.
Godine 1988. Nödtveidt je uz Petera Palmdahla, Olea Öhmana i Mattiasa Johanssona osnovao thrash metal sastav Siren's Yell. Sastav se raspao u proljeću 1988. kada ga je Öhman napustio. U ljetu iste godine, Nödtveidt je postao novi gitarist thrash metal sastava Rabbits Carrot gdje je također svirao Öhman. Iste godine Nödtveidt je osnovao Dissection s Peterom Palmdahlom, bivšim članom Siren's Yella. Godine 1990. Öhman se pridružio sastavu kao bubnjar. Nödtveidt je postao član Black Circlea.
Osim Dissectiona, Nödtveidt je također svirao u drugim projektima. Godine 1991. sa skupinom Satanized snimio je demoalbum. Od 1993. bio je pjevač sastava Ophthalamia gdje jue pjevao pod imenom "Shadow". Sa skupinom je objavio album A Journey in Darkness 1994. Iste godine objavljen je album The Priest of Satan sastava The Black na kojem je Nödtveidt svirao gitare, klavijature te je pjevao. Također je surviđao sa skupinom Nifelheim, gdje je svirao gitare kao gost na debitanskom albumu Devil's Force. Pojavio se na demoalbumu gridcore projekta Terror, gdje su svirali glazbenici sastava At the Gates. Pojavio se kao gostujući pjevač na albumu Darkside sastava Necrophobic.
Godine 1995. pridružio se organizaciji Misanthropic Luciferian Order (MLO). 

### Uhićenje
Dana 18. prosinca 1997. Nödtveidt je uhićen zbog sudjelovanja u ubojstvu Josefa Ben Meddaura s prijateljom Vladom, članom MLO-a. Nödtveidt je pušten nakon 7 godina zatvora i ponovno aktiviran je Dissection s novimi glazbenicima. 
Dana 13. kolovoza 2006. Nödtveidt je pucao sebi u glavu. Informacija o njegovoj smrti objavljena je 18. kolovoza iste godine. Njegovo tijelo pronađeno je u njegovom stanu u Hässelbyju.

## Diskografija
Dissection
- The Somberlain (1993.)
- Storm of the Light's Bane (1995.)
- Reinkaos (2006.)

Ophthalamia
- A Journey in Darkness (1994.)

Rabbits Carrot
- A Question in Pain (1989.)

Satanized
- Rehearsal '91 (1991.)

Siren's Yell
- Demo (1988.)

Terror
- Demo 1994 (1994.)

The Black
- The Priest of Satan (1994.)

Necrophobic
- Darkside (1997.)

Nifelheim
- Devil's Force (1998.)